# Gianfranco Larrosa
Gianfranco Larrosa Leguizamón (Montevideo, Uruguay; 27 de abril de 1996), conocido simplemente como Gianfranco Larrosa, es un futbolista uruguayo que juega como lateral izquierdo.
Actualmente milita en Deportivo Maldonado de la Segunda División Profesional de Uruguay, a préstamo de Danubio Fútbol Club.

## Trayectoria
Llegó a Danubio en 2010 con edad de Séptima División procedente de Royal. Realizó las divisiones formativas en el club de la curva.
Debutó en primera el 15 de febrero de 2015, a pesar de ser su primer partido oficial, el técnico Leonardo Ramos lo puso como titular con 18 años, jugaron contra Racing y ganaron 1 a 0.
Para el 2016, fue cedido a Oriental, porque con Danubio no iba tener continuidad. Disputó 7 partidos, todos como titular, finalizaron en séptima posición, sin posibilidades de ascender.
Fue cedido nuevamente, esta vez a Deportivo Maldonado, para jugar el Campeonato Uruguayo Especial de la segunda mitad del 2016.

## Estadísticas
Actualizado al 15 de agosto de 2016.
| Club                          | Div.          | Temporada     | Liga  | Liga  | Copas nacionales | Copas nacionales | Torneos internacionales | Torneos internacionales | Total | Total |
| Club                          | Div.          | Temporada     | Part. | Goles | Part.            | Goles            | Part.                   | Goles                   | Part. | Goles |
| ----------------------------- | ------------- | ------------- | ----- | ----- | ---------------- | ---------------- | ----------------------- | ----------------------- | ----- | ----- |
| Danubio · Uruguay             | 1ª            | 2014/15       | 1     | 0     | -                | -                | 0                       | 0                       | 1     | 0     |
| Danubio · Uruguay             | Total club    | Total club    | 1     | 0     | 0                | 0                | 0                       | 0                       | 1     | 0     |
| Oriental · Uruguay            | 2ª            | 2015/16       | 7     | 0     | -                | -                | -                       | -                       | 7     | 0     |
| Oriental · Uruguay            | Total club    | Total club    | 7     | 0     | 0                | 0                | 0                       | 0                       | 7     | 0     |
| Deportivo Maldonado · Uruguay | 2ª            | 2016          | 0     | 0     | -                | -                | -                       | -                       | 0     | 0     |
| Deportivo Maldonado · Uruguay | Total club    | Total club    | 0     | 0     | 0                | 0                | 0                       | 0                       | 0     | 0     |
| Total carrera                 | Total carrera | Total carrera | 8     | 0     | 0                | 0                | 0                       | 0                       | 8     | 0     |

## Palmarés

### Otras distinciones
- Copa Colonia Mueve: 2014 (con Danubio)
- Copa Oro Centenario Granate: 2014 (con Danubio)